# Tiago Esgaio
Tiago Alexandre Sousa Esgaio, noto semplicemente come Tiago Esgaio (Nazaré, 1º agosto 1995), è un calciatore portoghese, centrocampista o difensore dell'Arouca.

## Caratteristiche tecniche
È un mediano.

## Carriera
Ha esordito in Primeira Liga il 15 settembre 2019 disputando con il Belenenses SAD l'incontro vinto 3-1 contro il Marítimo.